# Erer (Fluss)
Der Erer (Errer) ist der letzte ganzjährig wasserführende Nebenfluss des Shabelle in der Oromia und der Somali-Region Äthiopiens.

## Verlauf
Der Fluss hat seine Quellen bei Harar. Er fließt in südliche Richtung. Seine wichtigsten Nebenflüsse sind die von rechts kommenden Flüsse Gobele und Majo. Der Erer mündet in den Shabelle.

## Hydrometrie
Die Durchflussmenge des Fafan wurde über 2 Jahre (1970–72) in Kebri Dehar 15 km oberhalb der Mündung in m³/s gemessen.